# Trichoferus ilicis
Trichoferus ilicis là một loài bọ cánh cứng trong họ Cerambycidae.